# مارثا أرندسي
كانت هولدا مارثا أرندسي (29 مارس 1885-22 مايو 1953) سياسية ألمانية وعضوًا في الحزب الشيوعي في ألمانيا وناشطة في مجال حقوق المرأة.

## الحياة

### السياسة
دخلت أرندسي المجال السياسي في وقت مبكر. انضمت إلى الحزب الديمقراطي الاجتماعي الألماني في عام 1906، وكانت مسؤولة فيه عن «عمل المرأة» في برلين بين عامي 1907 و1916. انضمت أيضًا إلى نقابة العمال في عام 1907، وأصبحت أيضًا من أوائل أعضاء منظمة «الاتحاد الثوري المعارض». عملت في الجمعية التعاونية في برلين بين عامي 1910 و1919، وأصبحت فيما بعد مسؤولة عن قسم الأجور والضمان الاجتماعي. رافقت كلارا زتكن إلى المؤتمر النسائي العالمي في برن في عام 1915 خلال الحرب العالمية الأولى (1914-1918).

### الانشقاقات الحزبية
كانت أرندسي واحدة من أولئك الذين دخلوا في صراع مع قيادة الحزب الديمقراطي الاجتماعي بشأن الهدنة الحزبية المتفق عليها بين الأحزاب السياسية طوال مدة الحرب بعد عام 1914؛ فكانت عضوًا في الفصيل المنشق، بعد انقسام الحزب الديمقراطي الاجتماعي، الذي بدأ العمل في عام 1917 تحت اسم الحزب الديمقراطي الاجتماعي الألماني المستقل، وأصبحت عضوًا في فريق قيادة الحزب الجديد في برلين. شاركت أرندسي في برلين في الاضطرابات الثورية التي أعقبت الهزيمة العسكرية الوطنية. انقسم الحزب الديمقراطي الاجتماعي المستقل في عام 1920، وكانت أرندسي حينها مدافعة قوية عن إعادة التجمع السياسي، مما أدى إلى إنشاء الحزب الشيوعي، الذي كانت عضوًا فيه منذ عام 1920.

### البرلمان البروسي، البرلمان الوطني
أجريت انتخابات للجمعية الإقليمية البروسية، التي كُلِّفت بوضع دستور جديد، في عام 1919. استُبدِلت عملية إجراء الانتخابات في ظل عملية تقليدية غير مباشرة باستخدام نظام التمثيل النسبي في الانتخابات؛ إذ يعكس تمثيل الحزب بشكل مباشر عدد الأصوات التي أُدلي بها. كان اسم مارثا أرندسي مدرجًا في قائمة مرشحي الحزب الديمقراطي الاجتماعي المستقل، إذ وُضِع في أعلى القائمة لتصبح واحدة من أعضاء الحزب البالغ عددهم 24 عضوًا في المجلس المكون من 401 مقعدًا. (كانت أيضًا واحدة من 26 مرشحة ناجحة فقط). أصبحت أرندسي عضوًا في الجمعية، وفي الهيئة التي خلفت الجمعية، وهي البرلمان الإقليمي البروسي، بعد انتخابات عام 1921 حتى عام 1924، وأصبحت أخيرًا عضوًا من أعضاء الحزب الشيوعي.
أُدرِجت أرندسي في قائمة الحزب الشيوعي في الانتخابات الوطنية الثانية لعام 1924، مما أدى إلى انتخابها لعضوية البرلمان الوطني (الرايخستاغ)، وأعيد انتخابها مرة أخرى في عام 1928.

### النشاط
كتبت أرندسي أيضًا للعديد من الصحف الشيوعية خلال عشرينيات القرن العشرين، ولاسيما بين عامي 1922 و1924 عندما كانت مسؤولة عن صحيفة (الشيوعية الأنثى)، ثم بين عامي 1928 و1933 عندما حررت كتاب (السياسة الاجتماعية البروليتارية). كرست أرندسي أيضًا الكثير من الوقت منذ عام 1925 لمنظمة إغاثة العمال الدولية، التي تأسست في الأصل في عام 1921 لتنظيم إغاثة المجاعة للسكان العرقيين الألمان في الاتحاد السوفيتي، والتي أصبحت بحلول عام 1925 منظمة رعاية شيوعية دائمة يدعمها الاتحاد السوفيتي ومقرها برلين.
كان للتنافس الشرس على قمة الحزب الشيوعي في موسكو، والذي أدى في الكرملين إلى إزاحة المنافسين الرئيسيين لجوزيف ستالين من مناصب النفوذ، نظيره المباشر في الحزب الشيوعي الألماني، الذي ارتبط بروابط أخوية وثيقة مع موسكو. كان من بين حلفاء أرندسي المقربين داخل قيادة الحزب رئيس الحزب السابق أوغست تالهايمر وهاينريش براندلر، اللذين لم أخفيا عدم دعمهما لتصرفات ستالين، ووجدا نفسيهما معروفين كأعضاء في الجناح اليميني للحزب. لم تعد أرندسي مدرجة في قائمة مرشحي الحزب للانتخابات الوطنية لعام 1930 مع ظهور المتشددين الستالينيين داخل الحزب الألماني. واصلت أرندسي التقديم للعمل مع منظمة إغاثة العمال الدولية، وأُدرِجت عضوًا في اللجنة التنفيذية الوطنية بين عامي 1931 و1935.